# Temperatura potencial
Temperatura potencial como uma parcela de ar teria se a mesma fosse levada por um escoamento adiabático até a pressão de referência igual a 1000 hPa. Um escoamento adiabático é aquele que ocorre sem que haja troca de energia com o meio, ou seja, um escoamento que se dá conservando a entropia.
Sua expressão matemática é:
{\displaystyle \theta =T({\frac {p_{0}}{p}})^{k}}